# Ángel Di María
Ángel Fabián Di María, född 14 februari 1988 i Rosario, är en argentinsk fotbollsspelare som spelar för Rosario Central i Primera División. Di María debuterade i det argentinska landslaget 2008. Han är född i samma stad som sin landsman Lionel Messi.

## Klubblagskarriär

### Benfica
Med Benfica var han med och vann den portugisiska ligan 2010 samt den portugisiska ligacupen 2009 och 2010. Den 27 februari 2010, gjorde di María sitt första hattrick i en klassisk 4–0-vinst mot Leixões. Nästa dag gjorde han rubriker som "Magic Tri Maria" av alla sporttidningar i Portugal.
Under tre säsonger i klubben spelade di Maria 125 matcher och gjorde 15 mål.

### Real Madrid
Den 28 juni 2010 offentliggjordes att Di María tecknat ett sexårskontrakt med spanska Real Madrid som uppgavs ha betalat cirka 25 miljoner euro i övergångssumma. Han debuterade i Real Madrid i en träningsmatch mot mexikanska Club América den 4 augusti 2010. Di Maria är känd för sitt snabba spel och kontringar. Han är mycket användbar på olika positioner på mittfältet, samt längs som ytter. I Champions League-finalen 2014 mot Atletico Madrid där Real Madrid vann med 4–1 gav Di Maria assisten till Gareth Bales 2–1-mål. Han blev dessutom matchens bästa spelare.

### Manchester United
Den 26 augusti 2014 skrev Di Maria på ett femårskontrakt med Manchester United, och blev med 59,7 miljoner pund den dyraste övergången i historien inom engelsk fotboll.

### Paris Saint-Germain
Den 6 augusti 2015 bekräftade Manchester United att de har sålt Angel Di Maria till Paris Saint-Germain för €63 miljoner på ett fyraårskontrakt. Di María gjorde sin Ligue 1-debut den 30 augusti borta mot AS Monaco som avbytare i den 66-minuten för Lucas Moura.

### Juventus
Den 8 juli 2022 värvades Di Maria på fri transfer av Juventus, där han skrev på ett ettårskontrakt.

### Återkomst i Benfica
Den 6 juli 2023 blev Di María klar för en återkomst i Benfica, där han skrev på ett ettårskontrakt. I augusti 2024 förlängde Di María sitt kontrakt med ett år.

## Landslagskarriär
Di María deltog i U20-VM 2007 då Argentina tog sin sjätte titel i turneringen. Ett år senare deltog han i OS 2008 och vann även där guld.
Han gjorde sitt första mål i seniorlandslaget i en träningslandskamp mot Kanada den 24 maj 2010. Senare samma år blev han uttagen i Argentinas 23-mannatrupp till VM 2010. Han var även med i VM 2014 där han var en nyckelspelare. Han gjorde bland annat matchens enda mål i åttondelsfinalen mot Schweiz. Argentina tog sig till VM-finalen, där Di Maria inte spelade på grund av en skada, och blev besegrade av Tyskland med 0–1.
Di Maria var uttagen i Argentinas trupp till världsmästerskapet i fotboll 2022 som Argentina vann guld i. Di Maria bidrog till guldet med att göra 2-0 i finalen.

## Meriter

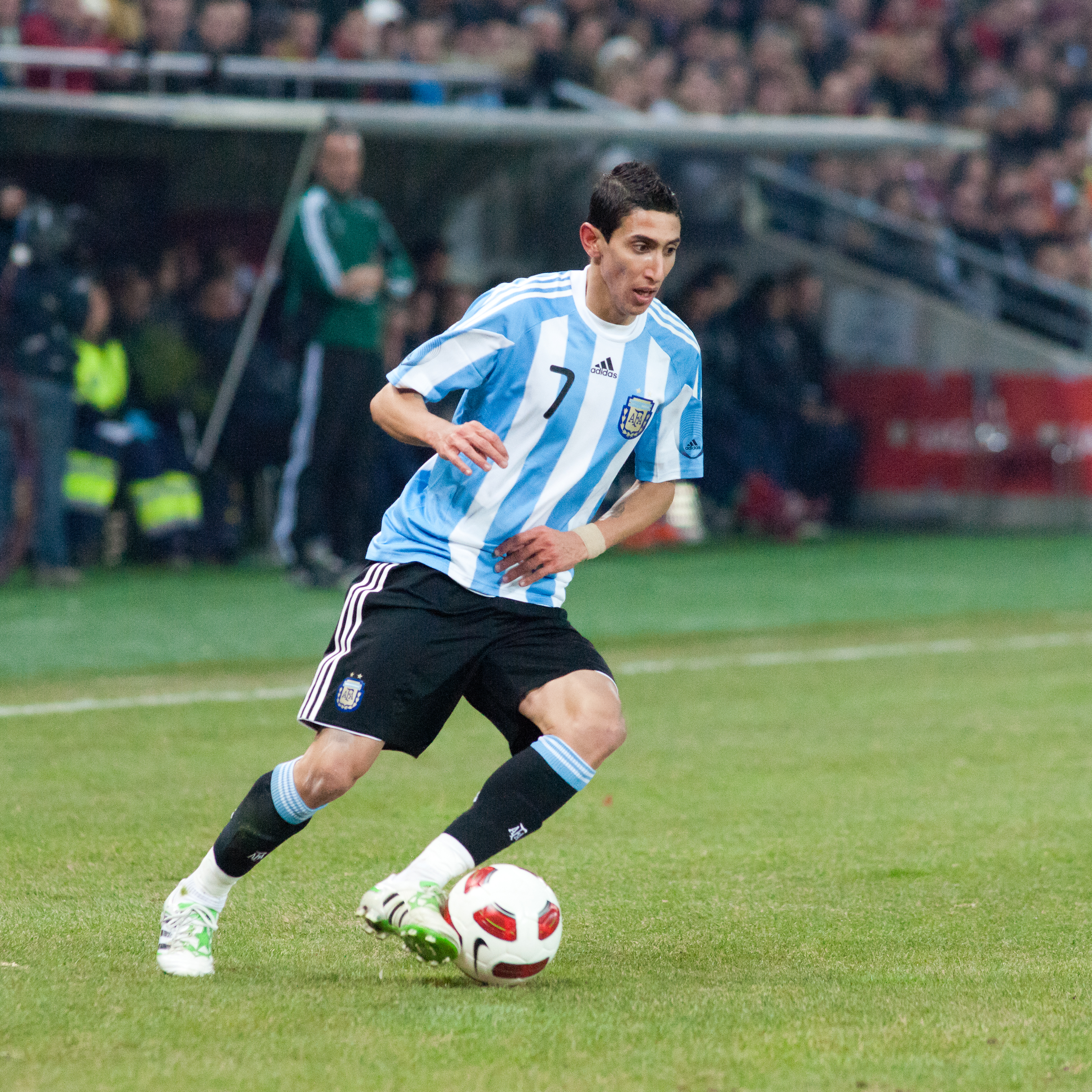
Di María med Argentina 2011

### Benfica
- Primeira Liga: 2009/2010
- Portugisiska Ligacupen: 2008/2009, 2009/2010

### Real Madrid
- La Liga: 2011/2012
- UEFA Champions League: 2013/2014
- Spanska cupen: 2010/2011, 2013/2014
- Spanska supercupen: 2012
- UEFA Super Cup: 2014

### Paris Saint-Germain
- Ligue 1: 2015/2016, 2017/2018, 2018/2019, 2019/2020, 2021/2022
- Coupe de France: 2015/2016, 2016/2017, 2017/2018, 2019/2020, 2020/2021
- Coupe de la Ligue: 2015/2016, 2016/2017, 2017/2018, 2019/2020
- Trophée des Champions: 2016, 2018, 2019, 2020

### Internationellt
- U20-VM: 2007
- OS-guld: 2008
- Copa América: 2021, 2024
- Finalissima: 2022
- VM-guld: 2022

### Individuellt
- FIFA World XI Team: 2014 (FIFA:s Världslag)